# 徐敬猷
徐敬猷（7世纪—684年12月29日），唐朝曹州离狐县（今山东省东明县）人，徐世勣之孙，徐震的次子，因为徐世勣被赐姓李，徐敬猷又作李敬猷。

## 生平
李敬猷原任盩厔令。弘道元年（683年），唐高宗李治駕崩，李顯即位。隔年，改元嗣聖，武則天以太后身分臨朝稱制，不久過後馬上廢除李顯，武則天則掌握了全部的權力。

### 被貶揚州
同年，李敬猷與其兄長李敬業、給事中唐之奇、長安主簿駱賓王、詹事司直杜求仁都因為犯事而獲罪，李敬業降職為柳州司馬，李敬猷被免官，唐之奇被降為括蒼令，駱賓王被降為臨海丞，杜求仁被降為黟縣令。而後他們都聚會於扬州，每個人都因為失去官職而心生不滿，於是暗中陰謀作亂，以企圖匡复盧陵王的帝位做為藉口。

### 隨兄叛亂
魏思溫充當主謀，指使他的黨監察御史薛仲璋要求奉命出使江都，隨後讓雍州人韋超到薛仲璋那裏報告。他說「揚州長史陳敬之陰謀造反」。薛仲璋逮捕陳敬之入獄。過了幾日，李敬業乘車到達，謊稱自己是揚州司馬前來赴任，說「奉太后密旨，因高州酋長馮子猷謀反，要出兵討伐。」，於是開府庫，命令揚州市曹參軍李宗臣到鑄錢工場，驅趕囚徒與工匠，並發給他們盔甲。將陳敬之在監獄斬首；錄事參軍孫處行抗拒，也遭斬首示眾，隨後，揚州再也沒有敢反抗的官吏。於是徵發一州兵馬，又使用李顯的年號嗣聖元年。
李敬業設置三個府署：第一個稱為匡復府，第二個叫英公府，第三個叫揚州大都督府。李敬業自稱匡復府上將，領揚州大都督。任命唐之奇、杜求仁為左、右長史，李宗臣、薛仲璋為左、右司馬，魏思温為軍師，駱賓王為記室，十來日便聚集士兵十餘萬人。
李敬業找到一個長相相似已故太子李賢的人，欺騙眾人「李賢沒有死，逃亡在這座城中，他命令我們起兵。」，於是侍奉他以號令天下。楚州司馬李崇福率領下三縣響應李敬業。只有盱眙人劉行舉佔據縣城，抗拒從命，李敬業派他的將領尉遲昭進攻盱眙。武則天下詔任命劉行舉為游擊將軍，任命他的弟弟劉行實為楚州刺史。甲申，武則天任命左玉鈐衞大將軍李孝逸為揚州大總管，領兵三十萬，任命將軍李知十、馬敬臣為他們的副職，討伐叛軍。丁酉，武則天追削李敬業、李敬猷祖父李勣和父親李震的官職封爵，掘墓砍棺，並剝奪原被賜予的李姓，恢復其原本的姓氏徐氏。

### 征戰江南
李孝逸帶兵到臨淮，偏將雷仁智與李敬業交戰不利，李孝逸開始害怕而按兵不動。殿中侍衛魏元忠告訴李孝逸「天下的安全就在一舉之間，天下太平的日子久了，如果突然聽聞有瘋狂凶暴的人，都會全神貫注地傾聽，等待他們的滅亡。現在大軍停留在此已久而不進，遠近的百姓失望，萬一朝廷另外任命其他將領代替將軍您，您還有什麼理由可以逃避徘徊觀望的罪責？」，語畢，李孝逸這才率軍前進。壬寅，馬敬臣進攻，斬殺尉遲昭于都梁山。十一月辛亥，武則天任命左鷹揚大將軍黑齒常之維江南大總管，討伐叛軍。
李敬业派遣李敬猷统兵五千人，缘长江西上，进逼和州。高子贡率乡人数百抵抗，李敬猷撤走。李敬业攻下润州，派李敬猷屯守淮阴，来对抗李孝逸。魏元忠劝李孝逸先击李敬猷，李孝逸引兵攻打淮阴，李敬猷脱身逃走。李敬业与李敬猷、骆宾王轻骑逃到江都，携妻儿奔润州，潜藏在蒜山下，将从海上逃到高句丽的故地，到达海陵县地界，被大风所阻止。十一月十八日，李敬业被部将王那相背叛。王那相斩杀李敬业、李敬猷和骆宾王，投降唐朝官军。

## 文学形象
清朝小说《薛刚反唐》，徐敬猷称为徐策，被封为江淮侯。薛丁山一门遇害，徐策将自己的儿子徐金斗（又名徐青、徐孝德）换出了薛丁山的孙子薛蛟。京剧有《徐策跑城》的折子戏，为周信芳的代表作之一。